# 4617 Zadunaisky
4617 Zadunaisky este un asteroid din centura principală, descoperit pe 22 februarie 1976.